# Federlappengeld
Das Federlappengeld war eine nur Juden auferlegte, an den Landesherren zu leistende geldliche Abgabe im Heiligen Römischen Reich. Sie ersetzte ab der zweiten Hälfte des 17. Jahrhunderts die bis dahin jährlich zu liefernde Naturalabgabe eines Zentners (oder einer vergleichbaren Menge) Federlappen als Ausgleich für die Befreiung vom Jagddienst als Treiber an herrschaftlichen Jagden. Die Abgabe musste jeder einen Handel betreibende Jude leisten, auch wenn er gleichzeitig Rabbiner, Judenschulmeister, Kantor oder Schochet (Schächter) war. In Hessen-Kassel wurde das Federlappengeld bei seiner Einführung im Jahre 1679 auf einen Goldgulden festgelegt.